# Miloslav Stehlík (voják)
Miloslav Stehlík (10. května 1898 Kovanice – 21. října 1942 Budyšín) byl důstojník Československé armády, odbojář z období druhé světové války a oběť nacismu.

## Život

### Před druhou světovou válkou
Miloslav Stehlík se narodil 10. května 1898 v Kovanicích na Nymbursku v rodině řídícího učitele Václava Stehlíka a Marie, rozené Podlipské. Mezi lety 1909 a 1913 studoval na nižší reálce v Nymburku a poté do roku 1917 kadetní školu v Praze. V závěru první světové války se ještě zúčastnil bojů na italské frontě. V den vzniku Československa se přihlásil do armády nového státu a do konce roku 1918 sloužil v Milovicích jako velitel strážní roty. Do roku 1929 poté sloužil u pěšího pluku v Benešově, v rámci zdejší služby si průběžně zvyšoval kvalifikaci absolvováním zdokonalovacích kurzů. K 1. dubnu 1929 byl již v hodnosti kapitána přijat ke studiu na Vysoké škole válečné v Praze, které zdárně ukončil 31. července 1932. Následně byl přeřazen do skupiny důstojníků generálního štábu a nastoupil službu na velitelství 6. divize v Brně, v témže městě pak mezi zářím 1934 a zářím 1935 působil jako velitel roty u pěšího pluku 10 a další rok na 3. oddělení štábu Zemského vojenského velitelství. Od 30. září 1936 na vysokých štábních funkcích velitelství IV. sboru v Olomouci. Během všeobecné mobilizace v roce 1938 zastával post přednosty 3. oddělení velitelství Hraničního pásma XIII v Hranicích. Dosáhl hodnosti majora.

### Druhá světová válka
Po německé okupaci v březnu 1939 a rozpuštění Československé armády začal Miloslav Stehlík pracovat jako tiskový referent na okresním úřadu v Benešově. Tato funkce mu dala možnost zapojit se do protinacistického odboje ve skupině tzv. Schmoranzových tiskových tajemníků. Za svou činnost byl 25. srpna 1939 ve své pracovně zatčen gestapem. Vyslýchán a vězněn byl na Pankráci, Plavně, Cvikově, Drážďanech, Gollnowě a berlínské věznici Alt-Moabit. Zde byl ve dnech 10. - 12. prosince 1941 společně s dalšími souzen Lidovým soudem. Miloslav Stehlík byl odsouzen na tři roky vězení, relativně mírný trest mu byl udělen, protože jeho odbojová činnost probíhala ještě v mírové době před vypuknutím druhé světové války. Zbytek trestu si odpykával v Budyšíně, jeho organismus ale následky věznění nevydržel a Miloslav Stehlík zde 21. října 1942 zemřel. Jeho kolegové z odboje, kteří se konce stanoveného trestu dožili, nebyly ani tak propuštěni a čekala je další léta věznění v koncentračních táborech, nezřídka i smrt. Pohřben je na hřbitově v Neveklově.

## Rodina
Miloslav Stehlík se oženil. Jemu a jeho ženě Boženě se narodil syn, který dostal jméno po otci, a rovněž se stal vojákem z povolání. Sloužil u tankových jednotek. V roce 1949 byl zatčen příslušníky Obranného zpravodajství vedeného Bedřichem Reicinem a za údajnou velezradu odsouzen na dvacet jedna let vězení. Propuštěn byl na amnestii v roce 1960, po invazi vojsk Varšavské smlouvy do Československa v roce 1968 odešel do exilu. Božena Stehlíková čelila po uvěznění syna četným ústrkům a zemřela v roce 1958.

## Posmrtná ocenění
- Miloslav Stehlík byl v roce 1946 in memoriam povýšen do hodnosti podplukovníka, v roce 1948 do hodnosti plukovníka
- Miloslavu Stehlíkovi byl in memoriam udělen Československý válečný kříž 1939